# Samjhauta Express

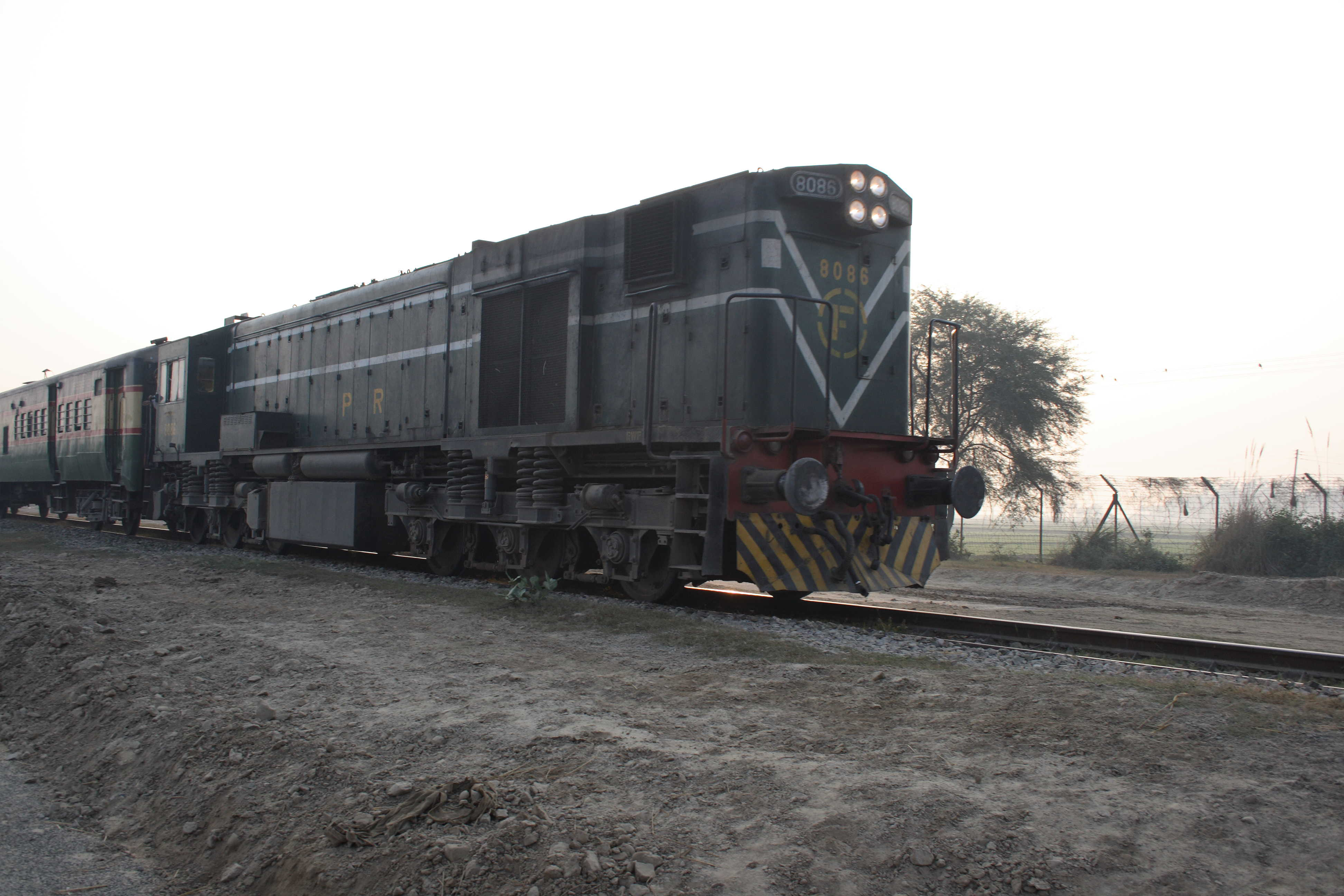
Samjhauta Express

Samjhauta Express (także Ekspres Przyjaźń) – połączenie kolejowe pomiędzy Delhi i Attari w Indiach a Wagah i Lahaur w Pakistanie.

## Zamach w 2007 roku
19 lutego 2007 roku dokonano na niego zamachu terrorystycznego, w którym zginęło co najmniej 68 osób. Ataku dokonano na stacji Diwana w pobliżu indyjskiego miasta Panipat.